# 만수의 크리스마스
《만수의 크리스마스》는 한국방송공사 1TV 특집드라마이다.

## 기획 의도
성탄절 및 크리스마스 드라마

## 제작진
- 극본 : 권미경
- 연출 : 미상

## 출연진
- 곽애리
- 곽정희
- 김보미
- 유가영
- 유순철
- 이민우 : 만수 역
- 이일웅
- 최정훈